# Shumpei Fukahori
Shumpei Fukahori (深堀 隼平 Fukahori Shumpei?), född 29 juni 1998 i Aichi prefektur, är en japansk fotbollsspelare.
Fukahori började sin karriär 2017 i Nagoya Grampus. 2020 flyttade han till Mito HollyHock.